# Alfred Einstein
Alfred Einstein (30. prosince 1880 Mnichov – 13. února 1952 El Cerrito) byl německo-americký muzikolog a hudební kritik. Je znám zejména díky editaci první největší revizi Köchelova seznamu, která byla vydána v roce 1936. Köchelův seznam je souborný katalog skladeb Wolfganga Amadea Mozarta.
Podle některých zdrojů byl vzdáleným příbuzným Alberta Einsteina.

## Život a dílo
Einstein se narodil v Mnichově. Zpočátku studoval práva, avšak rychle zjistil, že jeho hlavním zájmem je hudba. Ve svém studiu na Mnichovské univerzitě, kde získal svůj doktorát, se věnoval především instrumentální hudbě období pozdní renesance a raného baroka, zejména pak hudbou pro violu da gamba. V roce 1918 se stal prvním editorem Zeitschrift für Musikwissenschaft a o něco později se stal hudebním kritikem pro deník Münchner Post a v roce 1927 se stal hudebním kritikem pro Berliner Tageblatt. V této době se také přátelil s hudebním skladatelem Heinrichem Kasparem Schmidem v Mnichově a Augšpurku. V roce 1933, kdy se v Německu chopil moci Adolf Hitler, opustil Německo. Odcestoval nejprve do Londýna, poté do Itálie a nakonec, v roce 1939, do Spojených států, kde přednášel na několika univerzitách včetně Smith College, Kolumbijské univerzity, Princetonské univerzity, Michiganské univerzity, či Hartt School of Music v Hartfordu ve státě Connecticut ad.
Einstein se nezabýval pouze bádáním a psaním odborných esejů na určitá témata, ale psal také populární historické spisy o hudbě, včetně Short History of Music (1917), či Greatness in Music (1941). Zvláště díky své hluboké znalosti díla W. A. Mozarta, publikoval významnou a rozsáhlou revizi Köchelova seznamu Mozartových skladeb (1936). Tato práce je zřejmě nejznámějším počinem Alfreda Einsteina. Einstein publikoval také comprehensive, třísvazkový soubor The Italian Madrigal (1949) o této italské světské hudební formě, což byl zároveň první detailní rozbor tohoto tématu. Jeho kniha Mozart: His Character, His Work z roku je významná studie Mozarta.
Ve Spojených státech spolu s Johnem Finleyem Williamsonem připravil přijetí v Princetonu hudebnímu vědci Paulu Nettlovi (otci pozdějšího etnomuzikologa Bruno Nettla), který musel po okupaci Československa v roce 1939 s rodinou kvůli původu emigrovat.

## Příbuzenský vztah sAlbertem Einsteinem
Jeden z pramenů z roku 1980 uvádí Alfreda, coby bratrance fyzika Alberta Einsteina,, jiný z roku 1993 tvrdí, že nebyl potvrzen jakýkoliv vztah. Některé internetové zdroje uvádějí, že oba měli společného předka Moysese Einsteina o sedm generací dříve, byli tudíž bratranci v šesté generaci. Albertova dcera Eva ovšem tvrdí, že nebyli příbuzní. Nicméně Alfredova dcera Eva v roce 2003 napsala, že byli bratranci páté generace, podle výzkumu George Arnsteina. Byli společně vyfotografováni v roce 1947, kdy Albert Einstein přebíral čestný doktorát na Princetonské univerzitě.